# Cyamidae
Ne doit pas être confondu avec Cyamiidae.
Famille
Les représentants de la famille des Cyamidae, connus sous le nom de « poux des baleines », sont des ectoparasites obligatoires des cétacés sur lesquels se déroule la totalité de leur cycle. Ce sont des amphipodes (c'est-à-dire des crustacés parents des puces de mer) proches des caprelles.

## Liste des genres
La famille des Cyamidae compte une trentaine d'espèces réparties en 7 genres.
Selon NCBI (12 mars 2012) :
- genre Cyamus
- genre Isocyamus

Selon ITIS (12 mars 2012) & Catalogue of Life (12 mars 2012) :
- genre Cyamus Latreille, 1796
- genre Isocyamus Gervais & Van Beneden, 1859
- genre Neocyamus Margolis, 1955
- genre Platycyamus Lütken, 1870
- genre Scutocyamus Lincoln & Hurley, 1974
- genre Syncyamus Bowman, 1955